# Jüdischer Friedhof (Bunde)
Der jüdische Friedhof Bunde liegt an der Straße „Am Leegeweg“ in der Gemeinde Bunde im niedersächsischen Landkreis Leer. Das Areal befindet sich seit 1960 im Eigentum des Landesverbandes der Jüdischen Gemeinden von Niedersachsen.

## Geschichte

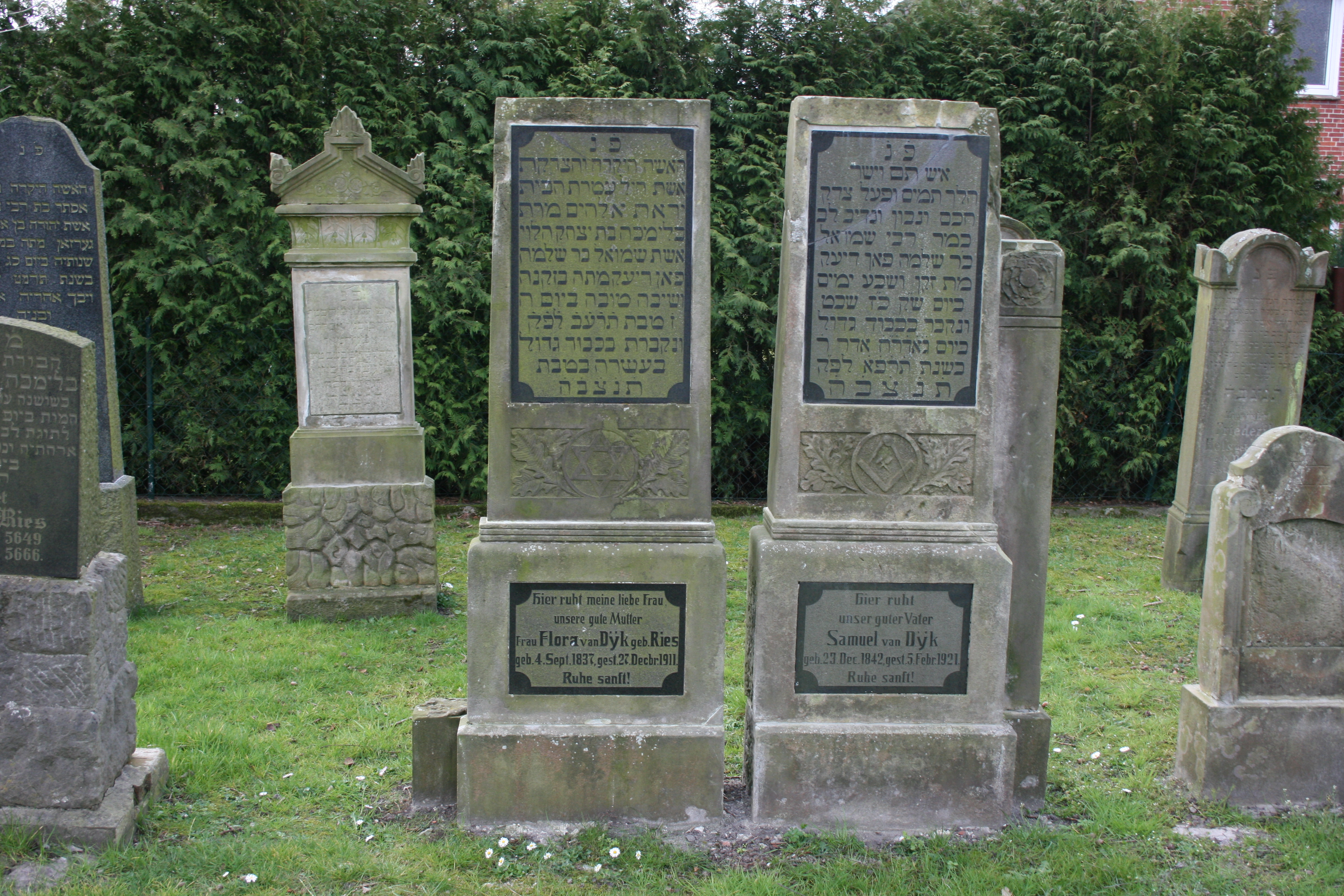
Der jüdische Friedhof in Bunde

Die örtliche jüdische Gemeinde war eine der jüngsten und kleinsten Ostfrieslands. Ihre Toten bestattete sie zunächst auf dem Friedhof in Smarlingen bei Weener, später auf dem jüdischen Friedhof in Neuschanz. Die dortige Gemeinde verweigerte aber im Jahre 1874 die weitere Mitnutzung. Daraufhin stellte die Gemeinde beim Flecken Bunde den Antrag zur Errichtung eines eigenen Friedhofes. Der Flecken gab dem Antrag statt und so erwarb die jüdische Gemeinde am 25. November des Jahres ein 4,07 ar großes Grundstück für 250 Reichstaler. Die Hälfte dieser Summe brachte die Gemeinde selbst auf. Der Rest wurde mit öffentlichen Mitteln beglichen. Diesen Friedhof nutzte die Gemeinde bis Anfang der 1930er Jahre. 1932 fand dort die letzte Beisetzung statt. In der Zeit des Nationalsozialismus wurde der Friedhof geschändet.
Nach dem Ende des Zweiten Weltkriegs wurde der Friedhof erstmals 1956 aufgeräumt. Weitere Instandsetzungen erfolgten in den Jahren 1970 sowie 1979. Erhalten sind etwa 30 Grabsteine.